# Laval, Mayenne
Laval este un oraș în Franța, prefectura departamentului Mayenne, în regiunea Pays de la Loire. 

## Educație
- École supérieure d'informatique, électronique, automatique

## Personalități născute aici
- Henri Rousseau le Douanier (1844 - 1910), pictor post-impresionist;
- Alfred Jarry (1873 - 1907), scriitor;
- Éric Boullier (n. 1973), inginer auto.